# 9539 Prishvin
9539 Prishvin este un asteroid din centura principală de asteroizi.

## Descriere
9539 Prishvin este un asteroid din centura principală de asteroizi. A fost descoperit pe 21 octombrie 1982 la Observatorul de Astrofizică din Crimeea de Liudmila Karacikina. El prezintă o orbită caracterizată de o semiaxă mare de 3,10 ua, o excentricitate de 0,18 și o înclinație de 1,3° în raport cu ecliptica.